# Keanu Marsh-Brown
Keanu Marsh-Brown, né le 10 août 1992 à Hammersmith, est un footballeur international guyanien jouant poste d'ailier droit.

## Biographie

### En club

#### Premier contrat et apparitions sur le banc
Passé par les équipes de jeunes d'Arsenal et de Fulham, il signe son premier contrat professionnel avec Fulham durant l'été 2009. En 2010, il restera sur le banc pendant les matchs à élimination directe face au Chakhtar Donetsk et la Juventus, lors de l'épopée de Fulham jusqu'en finale de la Ligue Europa,,,.

#### Prolongation de contrat et prêts
En janvier 2011, Marsh-Brown prolonge son contrat, jusqu'en juin 2013. Plus tard dans le mois, il rejoint Milton Keynes Dons pour un prêt d'un mois. Impressionnant avec Milton Keynes Dons, son prêt est prolongé jusqu'à la fin de la saison. Le 2 février 2011, il fait ses débuts avec ce club contre les Bristol Rovers, en remplaçant Lewis Guy à la 68e minute de jeu (victoire 2-1). Trois jours plus tard, il jouera son deuxième match face à Sheffield Wednesday à Hillsborough (match nul 2-2). Le 12 février 2011, il inscrit son premier but, à domicile, pour le club face Brentford (match nul 1-1).
Le 30 août 2011, Marsh-Brown est prêté à Dundee United jusqu'à la mi-janvier 2012, avec possibilité de prolonger jusqu'en fin de la saison. Il rejoint son coéquipier de Fulham, Lauri Dalla Valle, à Dundee United. Après un seul match sous les couleurs de Dundee United, il retourne à Fulham.

#### Oldham Athletic
Après un essai de deux semaines, Marsh-Brown rejoint l'Oldham Athletic le 30 janvier 2012 pour un an avec une option de prolongation pour une saison supplémentaire. Le jour même, il fait ses débuts avec Oldham Athletic, en remplaçant Filipe Morais à la 71e minute de jeu, lors d'un match d'EFL Trophy contre Chesterfield (défaite 0-1). Le 28 février 2012, il marque son premier but pour Oldham Athletic contre Colchester United (match nul 1-1). Le 6 mars 2012, Marsh-Brown reçoit le premier carton rouge de sa carrière pour un tacle avec les deux pieds lors d'un match contre Scunthorpe United (défaite 2-1).

#### Yeovil Town
Libre de tout contrat, il rejoint Yeovil Town le 29 mai 2012 et signe un contrat d'un an. Avec le club de la ville de Yeovil, il marque son premier but face Colchester United en Coupe de la Ligue le 14 août 2012 (victoire 3-0). Onze jours plus tard, il inscrit son deuxième et dernier but contre Scunthorpe United (victoire 4-0). Le 25 janvier 2013, le club et Marsh-Brown rompent le contrat de celui-ci d'un commun accord.

#### Barnet
Le 28 mars 2013, Marsh-Brown rejoint Barnet et signe un contrat jusqu'en fin de la saison. Le 1er avril 2013, il marque le but de la victoire lors de ses débuts contre l'AFC Wimbledon (victoire 0-1). En juin 2013, il signe avec Barnet pour la saison 2013-2014. Après avoir marqué 13 buts pour le club lors de la saison en 2013-2014, Marsh-Brown est placé sur la liste des transferts pour des raisons budgétaires. 
Lors de la saison 2014-2015, son entraîneur Martin Allen le fait peu jouer. Des joueurs comme Mauro Vilhete, Lee Cook, Luisma ou Adam Mekki lui sont préférés. Les offres de Blackpool et de Luton Town le jour de la date limite de transfert ont été rejetées par le club, tandis que le joueur lui-même a refusé un transfert vers Forest Green Rovers,. Cependant, en juin 2015, Barnet prend une option de prolongation de contrat du joueur.

#### Forest Green Rovers
En juin 2015, il est mis à l'essai par Forest Green Rovers. Il y signera ensuite un contrat de deux ans. Il fait ses débuts lors de la première journée de championnat de la saison 2015-2016 contre Altrincham (victoire 1-0). Il aide le club à atteindre les play-offs de la National League 2015-2016. Le 7 mai 2016, pendant ces play-offs, il marque le but égalisateur durant de la demi-finale contre Dover Athletic  (match nul 1-1). Marsh-Brown permet ainsi à son équipe d'accéder à la finale des play-offs. Lors de cette dernière, il joue la totalité de la rencontre contre Grimsby Town au Stade de Wembley. Pendant ce match, il marque d'une frappe lointaine, mais ne peut empêcher la promotion du club en English Football League (défaite 3-1). À la fin de la saison 2017-2018, Forest Green Rovers annonce que le joueur ne se verrait pas proposer de nouveau contrat.

#### Prêt à Dover Athletic
Prêté par Forest Green Rovers, il rejoint Dover Athletic en mars 2018. Pour ses débuts avec Dover Athletic, il inscrit deux buts à domicile contre le leader Macclesfield Town (victoire 2-0). Il est utilisé principalement comme remplaçant pour le reste de la saison et ne jouera qu'une seule autre rencontre comme titulaire, la semaine suivante face à Barrow. Il marque pendant la dernière journée de championnat face à Woking, reléguant dès lors Woking en National League South (victoire 1-2).

#### Newport County
Le 22 juin 2018, Marsh-Brown rejoint Newport County et y signe un contrat de deux saisons. Il fait ses débuts pour Newport County le 4 août 2018 contre Mansfield Town (défaite 3-0). Le 30 mars 2019, il marque son premier et unique but pour Newport County contre Yeovil Town (victoire 3-1). Il fait partie de l'équipe qui a atteint la finale des play-offs au Stade de Wembley le 25 mai 2019. Newport County perdra contre les Tranmere Rovers, après un but à la 119e minute de jeu. En septembre 2019, Marsh-Brown s'est attiré les critiques de l'entraîneur de Newport County, Michael Flynn, qui a affirmé que le joueur n'avait pas informé le club de sa participation aux matchs de la Ligue des nations de la CONCACAF contre Aruba et la Jamaïque. L'entraîneur de Newport County déclare que Marsh-Brown ne ferait plus partie des plans du club pour l'avenir. Son contrat le liant à Newport County sera résilié par consentement mutuel le 23 décembre 2019.

#### Memphis 901
Le 17 janvier 2020, le club américain du Memphis 901 FC annonce la signature de l'international  guyanien.

### En sélection
International anglais chez les jeunes, il est appelé en mars 2015 par l'équipe d'Antigua-et-Barbuda pour un camp d'entraînement en vue de la qualification pour la Coupe du monde 2018, aux côtés de son jeune frère Kyjuon. 
En mars 2019, il est appelé par l'équipe du Guyana aux côtés de son frère aîné Ronayne Marsh-Brown. Le 23 mars 2019, il fait ses débuts internationaux pour le Guyana contre le Belize. Il y délivrera une passe décisive (victoire 2-1). En juin 2019, il est retenu par le sélectionneur Michael Johnson afin de participer à la Gold Cup organisée aux États-Unis, en Jamaïque et au Costa Rica.

### Vie privée
Marsh-Brown a trois frères, Kwai, Kyjuon et Ronayne Marsh-Brown, qui sont tous footballeurs. Son frère aîné, Ronayne, est également international guyanien.